# Nosodendron helferi
Nosodendron helferi är en skalbaggsart som beskrevs av Jiri Háva 2000. Nosodendron helferi ingår i släktet Nosodendron och familjen almsavbaggar. Inga underarter finns listade i Catalogue of Life.